# Vlasina Okruglica
Vlasina Okruglica (en serbe cyrillique : Власина Округлица) est un village de Serbie situé dans la municipalité de Surdulica, district de Pčinja. Au recensement de 2011, il comptait 128 habitants.

## Démographie

### Évolution historique de la population
| 1948  | 1953  | 1961  | 1971  | 1981 | 1991 | 2002 | 2011 |
| ----- | ----- | ----- | ----- | ---- | ---- | ---- | ---- |
| 1 686 | 1 852 | 1 576 | 1 180 | 666  | 281  | 163  | 128  |

|  |